# Аналлоэротизм
Аналлоэротизм (англ. analloeroticism) — явление, при котором отсутствует сексуальный интерес к другим людям. Анил Аггравал считает это отличным от асексуальности и определяет последнюю как отсутствие полового влечения. Аналлоэротиков не привлекают партнёры женского или мужского пола, но они не обязательно лишены всякого сексуального поведения.
В своей типологии трансгендерных женщин Рей Блэнчард заявил, что, несмотря на то, что аутогинефилия и гетеросексуальное влечение чаще всего сосуществовали, были случаи, когда аутогинефилия была настолько интенсивной, что эффективно сводила на нет любое сексуальное влечение к женщинам (другими словами, они были аналлоэротичны).
По Блэнчарду, существует два основных типа аналлоэротизма:
- Асексуал (отсутствие полового влечения)
- Аутомоносексуал (сексуально возбуждаются от мысли о себе как о противоположном поле, но не от других людей)